# Acoustique non linéaire
L'acoustique non linéaire est une technique qui permet de caractériser l'état d'intégrité et « la santé » de structures ou de matériaux, sans les dégrader, soit au cours de la production, soit en cours d'utilisation, soit dans le cadre de maintenance. 
L'acoustique non linéaire de par sa très haute sensibilité à l'endommagement redondant ou limité des matériaux semble être une récente voie amplement efficace pour le contrôle et l'évaluation non destructifs. De très nombreuses applications potentielles existent tant pour la détection et l'évaluation de fissures et leur caractérisation que pour le suivi de l'état de santé des matériaux de structure (métaux, composites, béton, ...).
Les non-linéarités peuvent être très élevées pour les matériaux inhomogènes comme les roches et certains composites. Ces non-linéarités augmentent considérablement en présence d'endommagement et ceci y compris pour des matériaux plus homogènes comme les alliages métalliques. En conséquence, l'exploration de micro- fissures ou de toute détérioration précoce, par le suivi des propriétés acoustiques non linéaires peut se révéler un moyen très efficace pour la détermination et le contrôle non destructif des matériaux et des structures. Si sur le plan théorique des efforts restent à faire pour décrire en détail la complexité des mécanismes mis en jeu, la mise en œuvre expérimentale de ces méthodes peut être très simple et d'une grande efficacité pour le Contrôle Non Destructif et diagnostiquer l'état des matériaux et des structures. 

## Théorie de l'acoustique non linéaire
Le comportement acoustique non linéaire classique des matériauxest couramment décrit par l'ajout d'un terme non linéaire β dans la loi de Hooke qui s'écrit sous la forme : 
σ=Eε(1+βε)
Dans la dernière relation, σ et ε sont respectivement la contrainte et la déformation. E est le module de Young et β le paramètre de non-linéarité. Dans le cas où le matériau est sain et purement homogène le paramètre non linéaire β =0 . E et β peuvent être déterminés à partir de mesures acoustiques. Le module de Young E est obtenu en déterminant les vitesses de propagation longitudinale et transversale.

## Génération d'harmoniques et Détermination de paramètre non-linéaire β
La méthode de génération d'harmoniques est basée sur la déformation d'une onde sinusoïdale de forte intensité traversant un matériau ou un milieu donné. Lorsque le matériau ne présente pas d'hétérogénéité, les différentes zones excitées par l'agitation ultrasonore vibrent à la même vitesse, l'onde ultrasonore ne subit alors aucune perturbation et sa forme reste la même c'est-à-dire sinusoïdale. Par contre, la présence d'hétérogénéité dans le milieu traversé est à la source d'une élévation locale de la densité et du module durant la compression et d'une diminution locale de la densité et du module durant la dilatation. Cela a pour conséquence le changement de la forme de l'onde donc de son contenu spectral (FFT). D'où l'onde reçue n'est plus sinusoïdale mais contient alors des harmoniques (voir Figure: Principe de l'acoustique non linéaire) . 

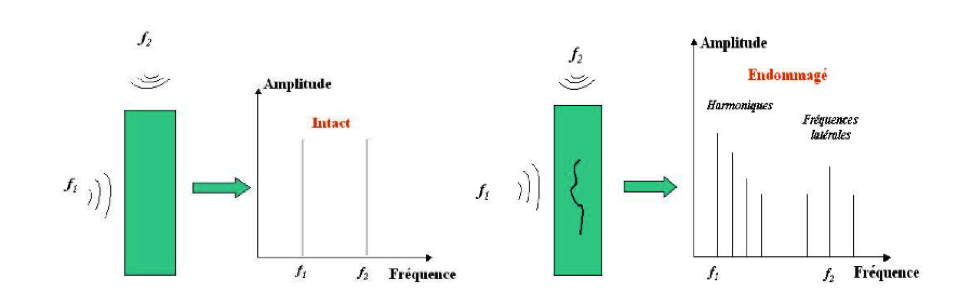
Principe de l'acoustique non linéaire

D'où l'idée consiste à envoyer une onde sinusoïdale de fréquence f dans un matériau endommagé. Ce dernier signal est envoyé et reçu par des transducteurs ou capteurs. Puis, la transformée de Fourier FFT est appliquée au signal reçu et le spectre obtenu est sous la forme affichée dans la figure : Fourier spectrum of the received signal. À partir de deux premiers pics, la valeur de paramètre non linéaire β est déterminée. 

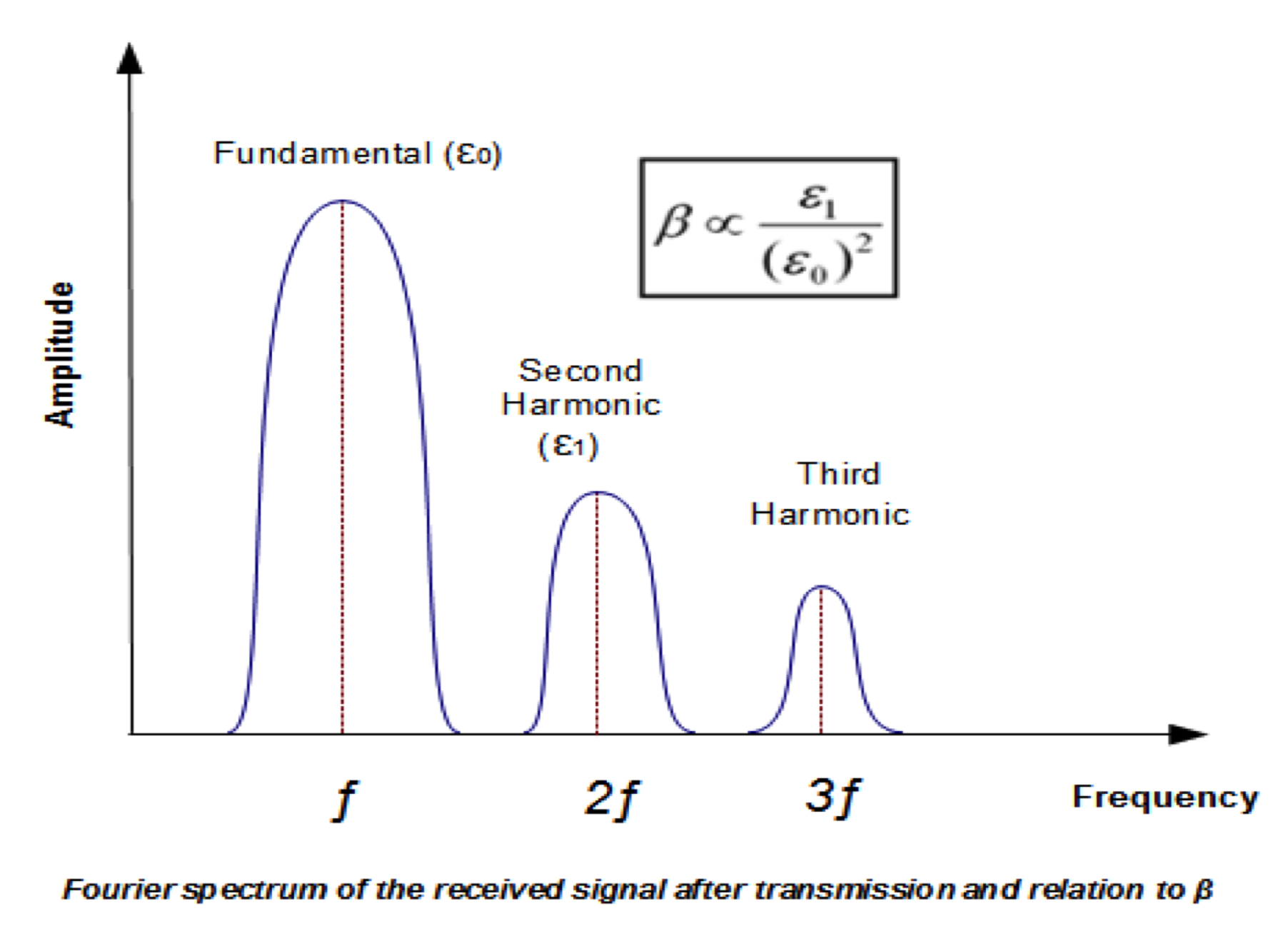
Fourier spectrum of the received signal (The determination of the non linear parmeter)

.

## Technique de Résonance
La méthode de résonance est fondée sur la sollicitation et le suivi d'un ou de plusieurs modes de résonance en fonction du niveau d'excitation. Lorsqu'il s'agit d'un matériau homogène pris à l'état sain ou non endommagé, une augmentation du niveau d'excitation n'a peu d'effet sur la valeur de la fréquence de résonance. Par contre lorsqu'il s'agit d'un matériau hétérogène ou endommagé, l'élévation de l'excitation acoustique est accompagnée par une perte de rigidité. Par conséquent, la fréquence de résonance se déplace vers les basses fréquences et les courbes de résonance deviennent plus larges indiquant une augmentation de l'atténuation (Voir figure:Courbe de résonance pour des niveaux d'excitation croissants ) . Dans ce cas, il s'agit d'animer le matériau à fort niveau de manière continue autour d'un de ses modes propres de vibration. Cette technique permet de statuer sur la santé de matériau s'il est sain ou endommagé. 

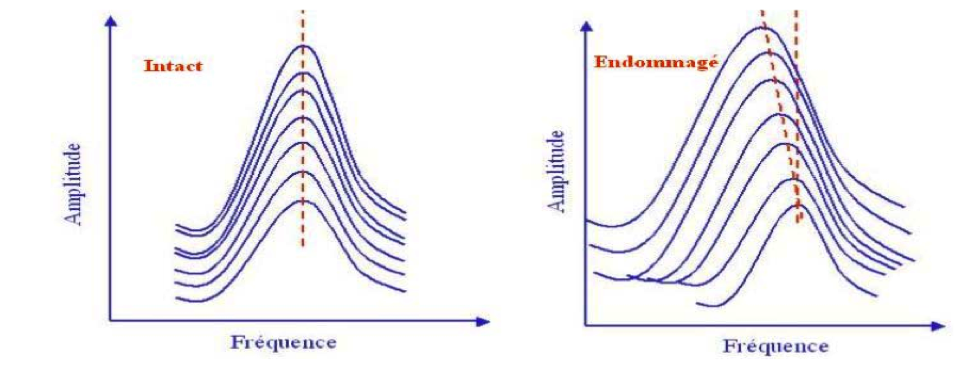
Courbe de résonance pour des niveaux d'excitation croissants